# Moneytalk
Moneytalk is een maandblad dat uitgegeven wordt door Roularta Media Group in België.
Het blad verschijnt in beide landstalen en draagt in beide landsdelen dezelfde titel.
Het blad brengt een mix van financiën-gerelateerd onderwerpen.